# Cantonul Thurgau
Thurgau (în germană:  Thurgau (ajutor·info)) este un canton al Elveției. Se află în nord-estul țării, și are o populație de 228 200 locuitori. Capitala este Frauenfeld.

## Geografie
La nord, cantonul este mărginit de Lacul Constanța, dincolo de care se află Germania și Austria. Râul Rin se află la granița spre nord-vest. La sud se află cantonul Sfântul Gall, iar la vest cantoanele Zürich și Schaffhausen.
Suprafața cantonului este de 991 km² și este împărțită de obicei în trei mase deluroase. Una dintre ele se întinde de-a lungul Lacului Constanța în nord. O alta este mai în interior, între râurile Thur și Murg. A treia formează granița sudică a cantonului, unindu-se cu muntele Hörnli din pre-Alpi.

## Istorie
În preistorie, teritoriul a fost locuit de oamenii aparținând culturii Pfyn de-a lungul Lacului Constanța. În perioada romană, cantonul a făcut parte din provincia Raetia până în 450 când aici s-au așezat alamannii. Abia în secolul al VIII-lea cantonul a devenit o unitate politică în cadrul Imperiului franc. În acea perioadă însă, zona nu era clar definită și aveau loc schimbări frecvente. În general, dimensiunile cantonului Thurgau erau mai mari, însă în timpul Evului Mediu s-a micșorat. Ducii de Zähringen și conții de Kyburg au ocupat o mare parte din pământuri.
Orașul Zürich a făcut parte din Thurgau până ce a devenit reichsunmittelbar în 1218. Când dinastia Kyburg a dispărut în 1264, Habsburgii au preluat teritoriul. Confederația elvețiană și aliații săi au ocupat zona de la Habsburgi în 1460, aceasta fiind guvernată de Zürich.
În 1798 teritoriul a devenit pentru prima oară canton ca parte a Republicii elvețiene. În 1803 cantonul Thurgau a devenit membru al Confederației elvețiene. Constituția cantonală actuală datează din 1987.

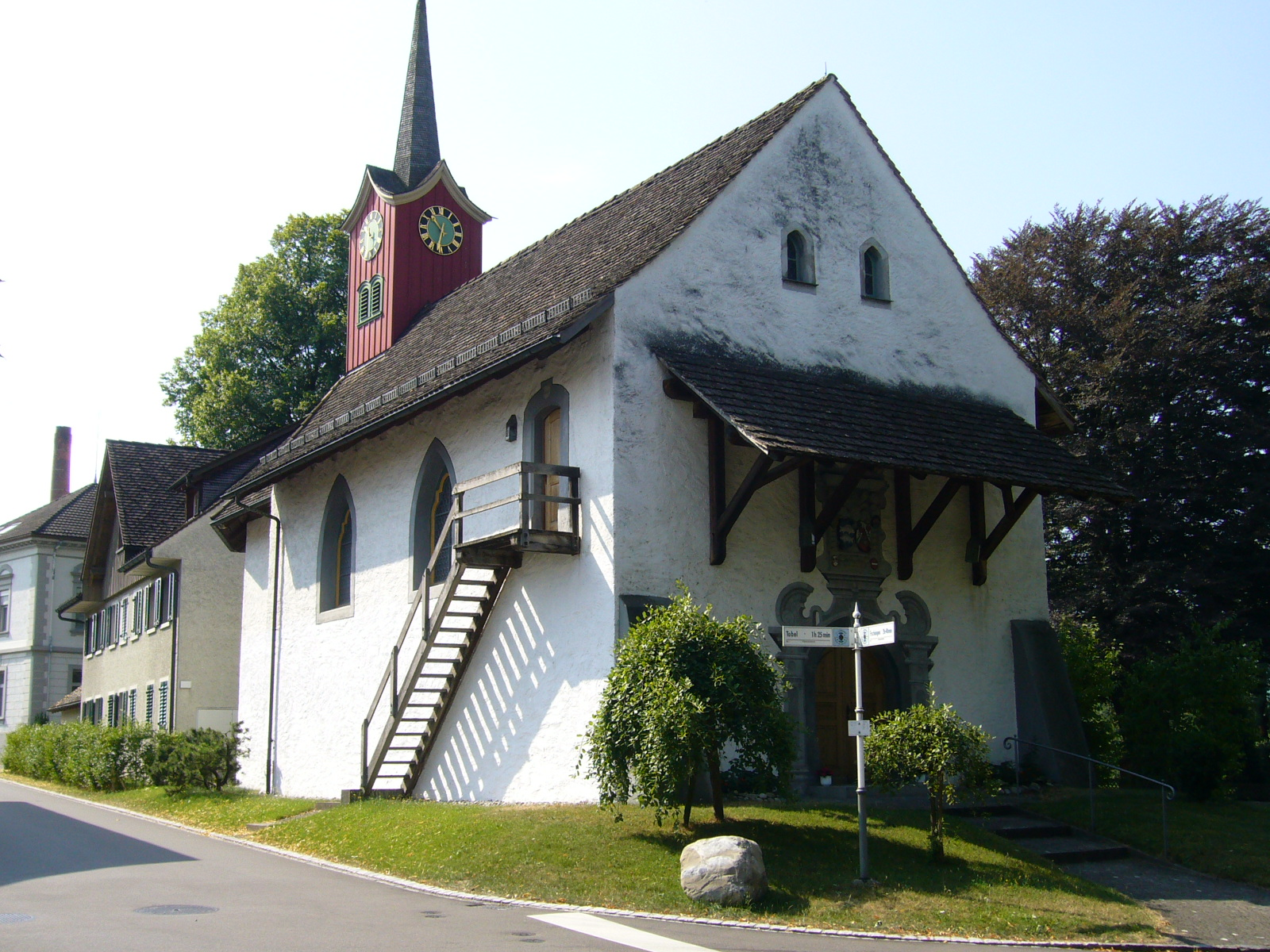
Capela Sfintei Margareta din Thurgau

## Economie
Thurgau este cunoscută pentru produsele sale agricole de calitate, în special fructe și legume. Numeorasele livezi sunt folosite în principal pentru producerea cidrului. În valea Thurului se produce vin.
Industria este de asemenea prezentă aici. Principalele ramuri sunt industria tipografică, textilă și manufacturieră. Firmele mici și mijlocii sunt de asemena importante pentru economia canonului, fiind concentrare în special în jurul capitalei.

## Demografie
Populația este predominant germanofonă. Aproximativ două treimi sunt protestanți, restul fiind romano-catolici.

## Subdiviziuni administrative

### Districte

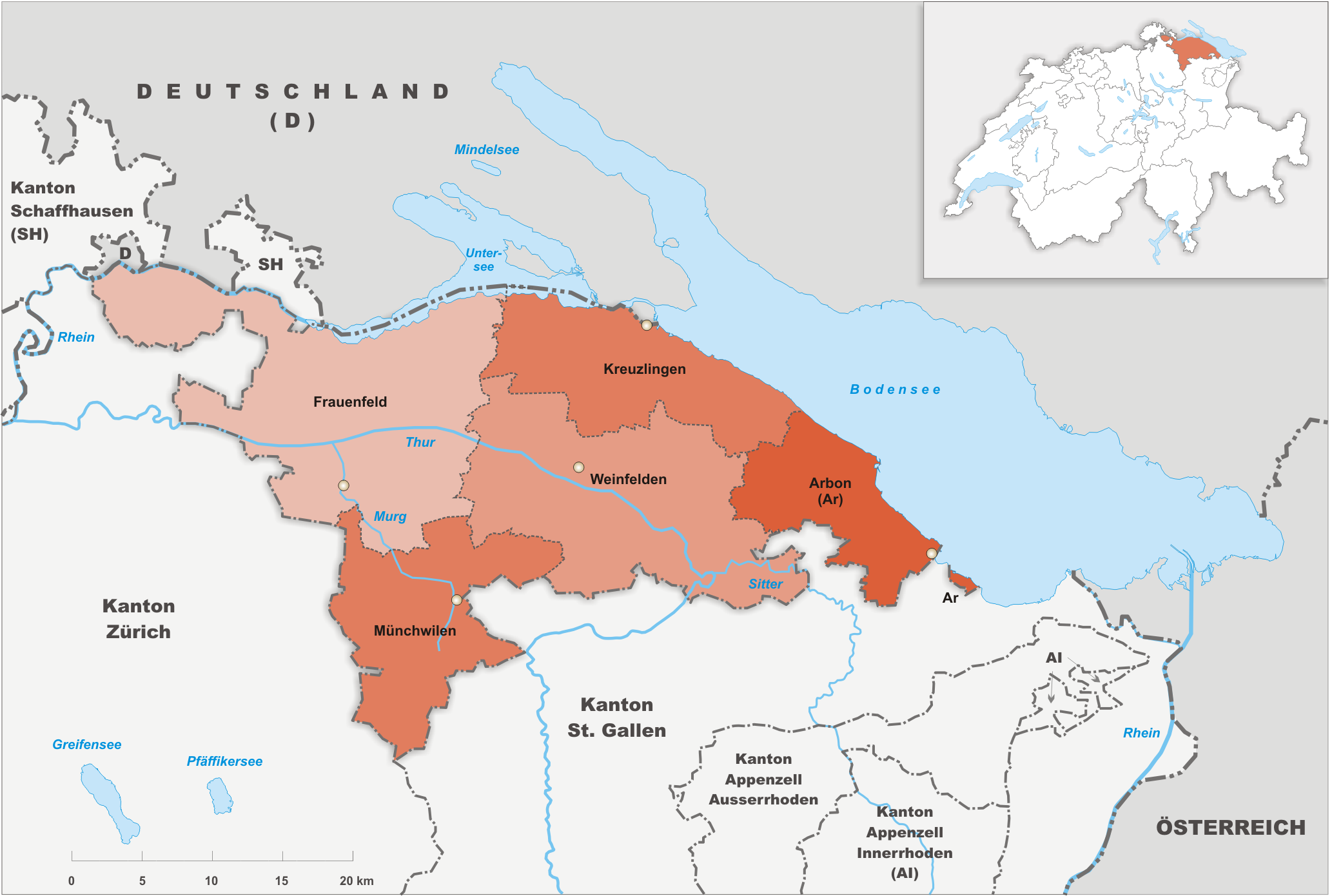
Cele cinci districte ale cantonului, conform re-organizării din 2011

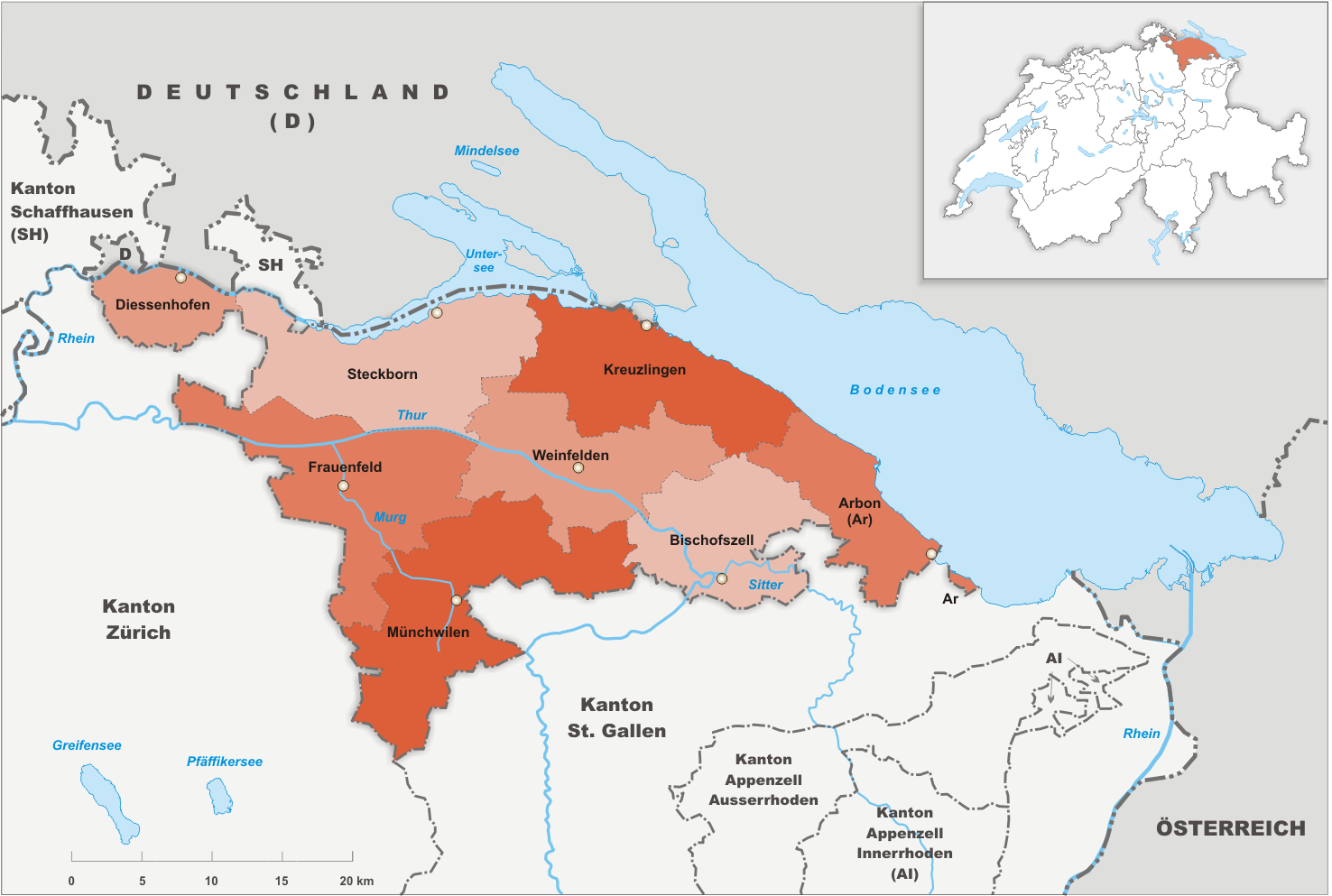
Cele opt districte ale cantonului, înainte de reorganizarea din 2011

Începând cu ianuarie, cantonul Thurgau este divizat în cinci districte, ce sunt numite după capitalele lor. Înainte de această reorganizare, fuseseră opt districte, dintre care Steckborn, Bischofszell și Diessenhofen formaseră propriile lor districte împreună cu munnicipalitățiile înconjurătoare.
- Frauenfeld cu capitala Frauenfeld;
- Kreuzlingen cu capitala Kreuzlingen;
- Weinfelden cu capitala Weinfelden;
- Münchwilen cu capitala Münchwilen și
- Arbon cu capitala Arbon.

### Municipalități
Conform datelor din 2009, există 80 de municipalități în cantonul Thurgau.